# Комуна (Італія)
Кому́на (італ. comune (МФА koˈmuːne), мн. comuni (МФА koˈmuːni)) — базова адміністративна одиниця найнижчого, третього рівня в адміністративно-територіальному поділі Італії (італ. ente locale), передбачена ст. 114 Конституції Італії. Сучасні комуни утворилися praeter legem із консолідованих середньовічних італійських комун, зазвичай складаються з головного населеного пункту (італ. capoluogo), що дає назву комуні, та прилеглих територій, можуть поділятися на менші підрозділи — фракції (італ. frazioni), що мають обмежені консультативні повноваження.
Управління комуною здійснюють такі органи:
- сіндако або синдик (італ. sindaco) — мер комуни,
- джунта або збори комуни (італ. giunta comunale) — виконавчий орган влади, сформований мером,
- комунальна рада (італ. consiglio comunale) — представницький орган, обраний мешканцями комуни.

Італійські комуни значно відрізняються одна від одної за площею, кількістю та щільністю населення тощо, що в окремих випадках призводить до неефективності управління комуною. Щороку уряд Італії проводить заходи з укрупнення чи (рідше) з розділення комун. Так, у 2009 році в країні існувала 8 101 комуна, станом на 1 липня 2020 року лишилося 7 903 комуни.

## Опис
Комуни входять до складу провінції (італ. provincia), але провінція не виконує роль посередника комуни у відносинах з регіоном, у свою чергу регіон (італ. regione) не виконує роль посередника комуни у відносинах з Урядом. Кожна з цих адміністративних одиниць, маючи статус юридичної особи, може мати прямі відносини одна з одною (наприклад, комуна може звернутися до регіону) та з державою в цілому.
Усі комуни зобов'язані мати свій власний муніципальний статут — основний нормативно-правовий документ, що визначає правові позиції функціонування даної адміністративної одиниці, функції місцевих органів влади та їх взаємозв'язки з громадянами, установами, організаціями, сферою послуг. Усі комуни мають сейсмічну та кліматичну класифікацію своєї території, організовують громадянську оборону. Так звані комунальні структури — школи, муніципальні бібліотеки, театри тощо — належать і управляються комуною.

## Управління та функції комуни
Адміністративний устрій комуни регулюється розпорядженням № 267 від 18 серпня 2000 року.
Очолює комуну мер — сіндако (італ. sindaco або sindaca, якщо це жінка), законодавчу гілку влади представляє комунальна рада (італ. consiglio comunale). Мера і членів комунальної ради обирають одночасно, шляхом вільного демократичного волевиявлення таємним голосуванням, на загальних виборах, у яких беруть участь усі мешканці комуни із правом голосу (тобто старше 18 років). Вибори проводяться що п'ять років, перед виборами італійські політичні партії висувають своїх кандидатів у мери та до комунальної ради. Кандидат у мери повинен набрати абсолютну більшість голосів (у першому чи другому турі), у випадку його перемоги 3/5 місць у комунальній раді отримують представники партії, що висунула даного кандидата. Протягом своєї каденції (5 років) мер працює у ратуші (укр. municipio, інша назва — «палац комуни», італ. palazzo comunale).
Комунальна рада є аналогом парламенту на локальному рівні. Кількість її членів, яких називають комунальними радниками (італ. Consiglieri comunali) коливається від 12 до 80 осіб. Повноваження ради тривають протягом п'яти років. Історично саме на рівні комун зароджуються безпартійні політичні рухи, що називаються Громадянськими списками (італ. Liste civiche). Члени цих рухів балотуються на місцевих виборах до комунальних рад і опікуються переважно місцевими питаннями та проблемами. В комунах із населенням понад 15 000 осіб в комунальній раді шляхом таємного голосування обирається президент комунальної ради та його заступник, у менших за населенням комунах засідання комунальної ради очолює сіндако або його заступник віце-сіндако
Мер-сіндако очолює джунту (комунальні збори або правління комуни) — орган виконавчої влади, аналог державного кабінету міністрів. Він же призначає членів джунти, яких називають асесорами (італ. assessori). Один з асесорів стає віце-сіндако, тобто заступником мера. Джунта також розміщується у ратуші.
Ще однією ключовою фігурою в адміністративному устрої комуни є секретар комуни. Він призначається мером на п'ять років і обирається з Національного реєстру комунальних і провінційних секретарів (італ. Albo nazionale dei segretari comunali e provinciali). Секретар комуни організовує засідання ради та джунти, бере в них участь із правом консультативного голосу, оформлює усі офіційні угоди між комуною та третіми особами, відповідає за запобігання корупції в організаціях, де є секретарем.
Італійська комуна має певну адміністративну та фінансову автономію, тому органи місцевої влади відповідають за управління територією комуни у таких питаннях:
- складання та виконання річного бюджету комуни;
- впровадження і стягнення місцевих податків[5];
- визначення генерального плану території комуни та контроль за його дотриманням[5];
- реєстрація актів громадянського стану, ведення реєстру актів комерційних угод[3];
- підтримка громадського порядку та громадської безпеки;
- управління муніципальними транспортними шляхами[3];
- управління громадськими будівлями;
- прибирання вулиць, вивезення та утилізація сміття;
- керування у критичних ситуаціях, пов'язаних із поганою погодою та/або стихійним лихом.

Якщо якісь із цих функцій за певних обставин не можуть виконуватися комуною, мер може звернутися по допомогу до префектури. Для виконання своїх адміністративних функцій комуна має виділений державою річний бюджет. Розподіл коштів із бюджету проводиться лише після обговорення та затвердження комунальною радою. За погане виконання своїх функцій місцеві органи можуть бути притягнуті до відповідальності.
Більшість комун мають свою власну муніципальну поліцію, яка слідкує за порядком на дорогах та в громадських місцях, контролює рух транспорту та слідкує за дотриманням наявності ліцензій на торгівлю.
Натомість за просування комуни в культурному та туристичному аспектах відповідають окремі спеціальні організації з питань промоції або місцеві культурні асоціації.
Комуни іноді об'єднуються в союзи комун — гірські комуни, острівні комуни, або ж комуни мегаполісів. Так ст. 44 Конституції Італії про охорону гірських територій та закон № 991 від 1952 року визначають критерії, за яким комуна отримає статус гірської. Станом на 2018 рік в Італії існувало 3 427 гірських комун. Комуна, в якій лише частина території відповідає даним критеріям, може визначатися як частково гірська. Гірські та частково гірські комуни можуть об'єднуватися у гірські союзи (італ. comunità montana), які мають певні додаткові права і повноваження.
Столиця Італії, Рим із 3 жовтня 2010 року управляється місцевим органом самоуправління зі статусом sui generis, що має назву Roma Capitale (укр. «Столиця Рим»). Цей орган має значно більші повноваження у порівнянні зі звичайною комуною та має свій окремий статут, де визначаються принципи та порядок самоуправління.

## Поділ комуни на підрозділи
У статуті комуни може передбачатися розділення території комуни на менші частини задля поліпшення рівня участі населення в управлінні комуною. Так, великі комуни можуть розділятися на округи (італ. circoscrizioni), яким можуть делегувати частину повноважень, таких як керування школами, соціальні послуги, вивезення сміття тощо. Округи не мають юридичної особи, але є муніципальними органами, у великих містах — це райони міст. Згідно із законом про фінанси 2007 року для комун із населенням понад 250 000 осіб розділення на округи є обов'язковим, для комун із населенням від 100 до 250 тисяч осіб — опціональним, на власний розсуд.
Менші за населенням комуни зазвичай складаються з головного населеного пункту (італ. capoluogo, «головне місце») — міста чи села, чия назва майже завжди відповідає назві комуни, та прилеглих територій, на яких можуть бути утворені менші підрозділи — фракції (італ. frazioni). Ці фракції утворюються на території населених пунктів, менших за адміністративний центр комуни (дрібні села чи хутори), та часто мають окремий орган влади (раду фракції), підпорядкований комунальній раді, який співпрацює з комунальними органами у питаннях, що стосуються даної фракції. Найчастіше історично фракції не були окремими комунами, втім, є деякі виключення: так, старовинне місто Полленцо, що в минулому мало самоуправління, є фракцією сучасної комуни Бра. Комуна може мати одну, кілька фракцій або жодної, якщо це прописано в статуті комуни. Іноді фракція може за певних причин мати більше населення, ніж адміністративний центр комуни; у такому випадку органи самоуправління можуть бути перенесені до даної фракції, проте назва комуни не змінюється.
Також існують так звані розсіяні комуни (італ. comune sparso), які не мають адміністративного центру, що давав би назву комуні, тобто комуна була сформована з окремих рівноправних населених пунктів, які стали її фракціями. Органи місцевої влади в таких комунах розташовуються в одній із фракцій, яка отримує назву sede municipale.
Ще дрібнішим підрозділом комуни є località (тобто місцевість, мікрорайон), який може бути дрібним хутором, скупченням окремих будинків або ж незаселеною територією.

## Статус міста
В Італії статус міста надається спеціальним указом Президента Республіки на основі пропозиції від Міністерства внутрішніх справ, якому відповідна комуна направила спеціальну заявку. Комуна, яка має статус міста, має право на використання у своєму гербі золотої корони з п'ятьма зубцями-вежами.

## Регіональні особливості комун

#### Валле-д'Аоста
У Валле-д'Аоста діють свої закони з питань місцевого самоврядування, які регулюють як організаційні, так і виборчі, фінансові та бюрократичні аспекти. Основним з них є регіональний закон № 54 від 7 грудня 1998 року з подальшими поправками, який регулює систему автономії долини. З іншого боку, у питаннях виборчого права діє регіональний закон № 4 від 9 лютого 1995 року з подальшими поправками. Особливістю регіонального законодавства Валле-д'Аоста є прямі вибори віце-сіндако (заступника мера), який таким чином стає незмінним органом адміністрації комуни.
Назви комун у Валле-д'Аоста мають єдину форму французькою мовою, окрім столиці регіону Аоста (має як італійську, так і французьку назви), курорту Брьой-Червінія (де Брьой — топонім місцевою франко-провансальською мовою, Червінія — той самий топонім італійською), і топонімів комун Грессоне-Сен-Жан, Грессоне-Ла-Триніте (вальзерський діалект) та комуни Іссім (французька та töitschu — місцевий різновид вальзерського діалекту). Втім, усі комуни Валле-д'Аоста мають офіційну назву італійською. Вищезазначені комуни Грессоне-Сен-Жан, Грессоне-Ла-Триніте та Іссім мають також офіційну назву німецькою, тому в даному варіанті комуна перекладається німецькою як Gemeinde (для Грессоне-Сен-Жан і Грессоне-Ла-Триніте) або Gemeindeverwaltung (для Іссіма).

#### Трентіно-Альто-Адідже
У регіоні Трентіно-Альто-Адідже місцеве самоврядування регулюється Зведеним законом про регіональні закони, затвердженим наказом президента регіону № 3/L від 1 лютого 2005 року. Попри таку назву, цей юридичний документ не є вичерпним, як це робиться у національних законах, проте він містить низку посилань на різні закони, що діяли раніше. Наказ № 1/L регулює процес виборів до органів місцевого самоврядування, встановлюючи (і це єдиний випадок в Італії) пропорційну виборчу систему для складу комунальних рад автономної провінції Больцано, з метою збереження балансу між різними мовними громадами.
Комуни в автономній провінції Больцано мають подвійне найменування — німецькою та італійською мовами, деякі комуни мають також варіант назви ладинською мовою. Термін «комуна» перекладається ладинською як chemun або comun, а переклад німецькою може варіюватися у таких форматах:
- Gemeinde — для комун, які не мають статусу міста;
- Stadtgemeinde — для комун, які мають статус міста;
- Marktgemeinde — для комун, в історичній назві яких є чи використовувався раніше титул Markt, тобто право комуни мати ринок, бути ринковим містом. У першу чергу це стосується комун області Альто-Адідже, які історично належали Австро-Угорській імперії та були анексовані Італією після Першої світової війни. Після Другої світової війни цей титул присвоює регіональна джунта, і лише комунам із населенням не менше 5 000 осіб.

Зі 116 комун Альто-Адідже 8 комун мають статус міста, а 16 — титул ринкового міста.

#### Фріулі-Венеція-Джулія
У регіоні Фріулі-Венеція-Джулія регіональне законодавство лише частково використало права, надані йому конституційною реформою 1993 року, спеціально лишивши чинними національні закони, які не суперечили місцевим постановам. Серед місцевих законів можна відмітити регіональний закон № 1 від 2006 року про місцеве самоврядування та, у виборчому питанні — регіональний закон № 19 від 9 березня 1995 року із подальшими поправками. Треба зазначити, що ці місцеві закони містять низку посилань на чинне національне законодавство; це наражає комуни регіону на надскладне і нетипове перетинання законодавчих норм, враховуючи ще й те, що в даному регіоні, окрім частково несумісних регіонального і національного законодавства, лишаються чинними деякі історичні правила, скасовані в решті регіонів Італії.
Що стосується двомовності, то у провінціях Горіція, Удіне та Трієст деякі комуни мають подвійну назву, італійською та словенською, і в такому випадку називаються občina. У тих самих провінціях також є комуни, назви яких мають фріульський варіант (тут вживається термін comun).
На підставі регіонального закону № 26/2014 «Про реорганізацію системи Регіон — місцеві автономії Фріулі-Венеції-Джулії», спрямованого, у тому числі й на скасування провінційних органів самоврядування, декілька комун об'єднані в нову форму державного органу, що називається Міжкомунальне територіальне об'єднання (італ. Unione territoriale intercomunale, UTI).

#### Сицилія
Сицилія, будучи регіоном із найвищим рівнем автономії, є єдиним регіоном, хто має усю повноту влади над місцевими органами управління з моменту прийняття Конституції 1948 року. Отже, впровадження національних юридичних норм на острові можливе, але має бути санкціоноване регіональною владою. Управління місцевими органами влади на Сицилії здійснює департамент з питань місцевої автономії та державного управління.
Виборче законодавство на Сицилії регулюється указом президента регіону № 3 від 20 серпня 1960 року, значно зміненим Регіональним законом № 7 від 26 серпня 1992 року (перший в Італії закон, який започаткував прямі вибори мера) та Регіональним законом № 35 від 15 вересня 1997 року, який наблизив місцевий мажоритарний виборчий механізм до національних стандартів, та низкою інших поправок. З-поміж особливостей виборчого законодавства Сицилії можна відмітити зниження порогу розшарування між маленькими та великим за населенням комунами, та введення для перших спеціального виборчого механізму, який розподіляє місця у комунальній раді, незалежно від відсотку набраних голосів, за наступним принципом: 3/5 місць віддаються переможцям виборів, а 2/5 — першим партіям, з тих, що програли.
Ще нетиповішим явищем на Сицилії є можливість співіснування посади регіонального комісара, передбаченої тут замість урядовця, призначеного префектурою, та комунальною радою: по-перше, комісар фактично отримує лише виконавчі функції, а не вирішальні, по-друге, він призначається лише у разі розпуску комунальної ради через відставку радників чи вотум недовіри до мера. У випадку відставки чи втрати з будь-яких причин повноважень останнього, законодавчий орган продовжує роботу комісаріатів аж до кінця строку своїх повноважень, а дострокові вибори призначаються лише у випадку кризи в раді.

#### Сардинія
Сардинія — єдиний регіон Італії з особливою автономією, який не використовує у повному обсязі свої повноваження в аспекті місцевого самоврядування. Таким чином, на острові діє загальнонаціональний Закон про національну єдність, за виключенням деяких особливих відступів, встановлених низкою конкретних регіональних законів. Однак поправки, запропоновані та затверджені на вищому рівні, стимулювали також і активність регіональних законодавчих органів, спочатку призупинивши дію на Сардинії нових національних стандартів, а далі, за допомогою регіонального закону № 11 від 25 травня 2012 року, провівши реорганізацію місцевої системи самоврядування.

## Статистика
| Рік  | К-сть комун | Населення (ос.) | Середня к-сть населення у комуні (ос.) |
| ---- | ----------- | --------------- | -------------------------------------- |
| 1861 | 7 720       | 22 171 946      | 2 872                                  |
| 1871 | 8 383       | 27 295 509      | 3 256                                  |
| 1881 | 8 260       | 28 951 546      | 3 505                                  |
| 1901 | 8 263       | 32 963 316      | 3 989                                  |
| 1911 | 8 324       | 35 841 563      | 4 306                                  |
| 1921 | 9 195       | 39 396 757      | 4 285                                  |
| 1931 | 7 311       | 41 043 489      | 5 614                                  |
| 1936 | 7 339       | 42 398 489      | 5 777                                  |
| 1951 | 7 810       | 47 515 537      | 6 084                                  |
| 1961 | 8 035       | 50 623 569      | 6 300                                  |
| 1971 | 8 056       | 54 136 547      | 6 720                                  |
| 1981 | 8 086       | 56 556 911      | 6 994                                  |
| 1991 | 8 100       | 56 885 336      | 7 023                                  |
| 2001 | 8 101       | 56 995 744      | 7 036                                  |
| 2011 | 8 092       | 59 433 744      | 7 345                                  |
| 2019 | 7 918       | 60 483 973      | 7 639                                  |
| 2024 | 7 896       | 58 971 230      | 7 468                                  |

Станом на 2024 рік в Італії існує 7 896 комуни. Внаслідок їх довільного об'єднання кількість комун зменшилася порівняно із 2011 роком, коли існувало 8 092 комуни, із середньою кількістю мешканців у 7 345 осіб.
У 2011 році населення 70,5 % комун становило менше 5000 мешканців, і лише 6,3 % комун — понад 20 000 осіб. Серед останніх були 141 комуна із населенням понад 50 000 осіб та 46 комун із населенням понад 100 000 осіб.
Після об'єднання Італії в 1861 році в країні було 7 720 комун. Перепис 1921 року зафіксував рекордну кількість комун — 9 195, а наступний перепис 1931 року вже відмітив найнижчу кількість — 7 311.

#### Комуни за демографічними показниками
За даними Національного інституту статистики Італії станом на 1 січня 2024 року за населенням комуни Італії розподілялися наступним чином:
| Статистичні категорії      | Комуни    | Комуни   | Населення  | Населення |
| Статистичні категорії      | кількість | %        | осіб       | %         |
| -------------------------- | --------- | -------- | ---------- | --------- |
| понад 500 000 ос.          | 6         | 0,08 %   | 7 080 998  | 12,01 %   |
| від 250 000 до 499 999 ос. | 6         | 0,08 %   | 1 873 205  | 3,18 %    |
| від 100 000 до 249 999 ос. | 32        | 0,41 %   | 4 715 937  | 8,00 %    |
| від 60 000 до 99 999 ос.   | 54        | 0,68 %   | 4 191 854  | 7,11 %    |
| від 20 000 до 59 999 ос.   | 414       | 5,24 %   | 13 602 654 | 23,07 %   |
| від 10 000 до 19 999 ос.   | 692       | 8,76 %   | 9 544 455  | 16,18 %   |
| від 5 000 до 9 999 ос.     | 1 173     | 14,86 %  | 8 290 536  | 14,06 %   |
| від 3 000 до 4 999 ос.     | 1 062     | 13,45 %  | 4 129 700  | 7,00 %    |
| від 2 000 до 2 999 ос.     | 915       | 11,59 %  | 2 248 225  | 3,81 %    |
| від 1 000 до 1 999 ос.     | 1 524     | 19,30 %  | 2 212 968  | 3,75 %    |
| від 500 до 999 ос.         | 1 108     | 14,03 %  | 814 585    | 1,38 %    |
| менше 500 ос.              | 910       | 11,52 %  | 266 113    | 0,45 %    |
| Загалом                    | 7 896     | 100,00 % | 58 971 230 | 100,00 %  |

Найнаселенішою комуною Італії є її столиця — Рим (2 751 747 осіб у 2023 році), а комуна з найменшою кількістю населення — Мортероне у регіоні Ломбардія, провінція Лекко (33 особи у 2024 році; загалом на 2024 рік у 69 комунах мешкає менеше 100 осіб). Найвища щільність населення — у комуні Казаваторе в метрополії Неаполь (11 958 ос./км²), найменша — в комуні Брига-Альта в П'ємонті (0,8 ос./км²).

#### Комуни за географічними показниками
Комуни Італії також розділені за географічним принципом на комуни Півночі, Центра та Півдня.
- до Півночі відносяться регіони північного заходу (Лігурія, Ломбардія, П'ємонт, Валле-д'Аоста) та північного сходу (Емілія-Романья, Фріулі-Венеція-Джулія, Трентіно-Альто-Адідже, Венето).
- Центр включає центральні регіони Італії — Лаціо, Марке, Тоскану та Умбрію.
- до Півдня входять регіони південної Італії (Абруццо, Базиліката, Калабрія, Кампанія, Молізе, Апулія) та острови (Сардинія, Сицилія). Абруццо класифікується як регіон Півдня за історичних причин, адже до об'єднання Італії в 1861 році він був частиною Королівства Обох Сицилій.

| Статистичні категорії      | Кількість комун | Кількість комун | Кількість комун | Населення (ос.) | Населення (ос.) | Населення (ос.) |
| Статистичні категорії      | Північ          | Центр           | Південь         | Північ          | Центр           | Південь         |
| -------------------------- | --------------- | --------------- | --------------- | --------------- | --------------- | --------------- |
| понад 500 000 ос.          | 3               | 1               | 2               | 2 823 035       | 2 864 731       | 1 648 509       |
| від 250 000 до 499 999 ос. | 3               | 1               | 2               | 908 780         | 382 808         | 640 899         |
| від 100 000 до 249 999 ос. | 17              | 6               | 11              | 2 503 723       | 854 850         | 1 658 530       |
| від 60 000 до 99 999 ос.   | 18              | 15              | 25              | 1 418 738       | 1 171 351       | 1 849 081       |
| від 20 000 до 59 999 ос.   | 155             | 85              | 176             | 4 878 649       | 2 847 544       | 5 980 770       |
| від 10 000 до 19 999 ос.   | 355             | 114             | 241             | 4 890 811       | 1 609 996       | 3 322 053       |
| від 5 000 до 9 999 ос.     | 671             | 156             | 361             | 4 738 919       | 1 141 585       | 2 509 449       |
| від 3 000 до 4 999 ос.     | 630             | 141             | 342             | 2 461 997       | 554 156         | 1 322 198       |
| від 2 000 до 2 999 ос.     | 537             | 117             | 318             | 1 319 023       | 284 598         | 785 966         |
| від 1 000 до 1 999 ос.     | 801             | 178             | 546             | 1 165 452       | 260 525         | 800 195         |
| від 500 до 999 ос.         | 648             | 103             | 362             | 473 548         | 77 367          | 272 108         |
| менше 500 ос.              | 613             | 58              | 166             | 171 903         | 18 292          | 53 412          |
| Загалом                    | 4 451           | 975             | 2 552           | 27 754 578      | 12 067 803      | 20 843 170      |

Найпівнічнішою комуною Італії є Предої у провінції Больцано (Трентіно-Альто-Адідже), найпівденнішою — Лампедуза-е-Ліноза на Сицилії, найзахіднішою — Бардонеккія у П'ємонті, найсхіднішою — Отранто у провінції Лечче (Апулія)

#### Лінгвістичні особливості комун
Офіційною мовою в усіх італійських комунах є італійська, окрім якої може також використовуватися місцева мова або діалект. Втім, у комунах деяких регіонів, що межують з іншими країнами, може бути друга офіційна мова — французька, німецька, словенська (наприклад, П'ємонт, Валле-д'Аоста, Трентіно-Альто-Адідже, Фріулі-Венеція-Джулія).
Існують також мовні меншини, такі як ладинська мова у Трентіно-Альто-Адідже та Венето, фріульська — у Фріулі-Венеція-Джулія, сардинська — на Сардинії, вальзерський діалект німецької мови — у П'ємонті, грецька мова — в Апулії та Калабрії, арберезький діалект албанської мови — в Абруццо, Молізе, Кампанії, Апулії, Базилікаті, Калабрії, франко-провансальська мова — у Валле-д'Аоста та Апулії.

## Назви комун
Комуна із найдовшою назвою — Сан-Валентіно-ін-Абруццо-Читеріоре (34 літери в оригінальній назві), найкоротші назви мають комуни Не, Ре та Во' — всього по дві літери.
У списку комун першою за алфавітом йде комуна Абано-Терме (Abano Terme), останньою — Цунгрі (Zungri).
Серед італійських комун дуже мало омонімів, їх нараховується усього 6 пар:
- Калліано у П'ємонті та Калліано у Трентіно-Альто-Адідже;
- Кастро в Апулії та Кастро в Ломбардії;
- Ліво в Ломбардії та Ліво в Трентіно-Альто-Адідже;
- Пельйо в Ломбардії та Пельйо в Марке;
- Самоне в П'ємонті та Самоне у Трентіно-Альто-Адідже;
- Сан-Теодоро на Сардинії та Сан-Теодоро на Сицилії.

Це можна пояснити тим, що часто до назви комуни, з метою уникнення плутанини, вже історично додана назва регіону чи провінції. Так, наприклад, у двох провінціях адміністративні центри мають назви Реджо: Реджо-нель-Емілія у регіоні Емілія-Романья, столиця провінції Реджо-Емілія, та Реджо-Калабрія у регіоні Калабрія, столиця колишньої провінції Реджо-Калабрія, а з 2015 року — центр метрополійного міста Реджо-Калабрія. Назви багатьох населених пунктів частково омонімічні, наприклад, Анцола-делл'Емілія та Анцола-д'Оссола, Баньяра-Калабра та Баньяра-ді-Романья тощо.